# Custer (Washington)
Pour les articles homonymes, voir Custer.
Custer  est une census-designated place américaine de l'État de Washington dans le comté de Whatcom. 
La population était de 366 habitants en 2010.